# Terapia Jonasza – piosenki ze spektaklu
Terapia Jonasza – Piosenki ze spektaklu – album zespołu Bończyk/Krzywański, będącego wspólnym projektem Jacka Bończyka i Zbigniewa Krzywańskiego.
Album zawiera utwory z autorskiego spektaklu Bończyka (libretto) i Krzywańskiego (muzyka) "Terapia Jonasza", wystawianego w Teatrze Rozrywki w Chorzowie. Gościnnie na płycie występują aktorzy Teatru Rozrywki, a także Renata Przemyk i Piotr Machalica.

## Lista utworów
1. "Świat istnieje gdzieś" – 1:52
2. "Piosenka Matki Jonasza" – 4:05
3. "Piosenka Wuja Wiecha" – 1:55
4. "Piosenka Księdza Piórko" – 3:05
5. "Wyznanie Jonasza 1" – 1:16
6. "On ma się bać" – 3:50
7. "Piosenka Pani Doktor" – 3:54
8. "Piosenka Hortensji" – 3:50
9. "Echolalia" – 5:00
10. "Wyznanie Jonasza 2" – 3:20
11. "Niepokój (Nie możesz nam tego zrobić)" – 3:01
12. "Piosenka Ojca Jonasza" – 2:33
13. "Wszyscy mamy alergię" – 2:48

## Wykonawcy
- Jacek Bończyk – śpiew
- Maria Meyer – śpiew
- Elżbieta Okupska – śpiew
- Renata Przemyk – śpiew
- Jacenty Jędrusik – śpiew
- Piotr Machalica –  śpiew
- Robert Talarczyk – śpiew
- Bartłomiej Gasiul – fortepian, organy Hammonda, akordeon
- Ryszard Guz – perkusja
- Zbigniew Krzywański – gitara
- Jakub Nowak – gitara basowa, warr guitar
- Tomasz Pacanowski – gitara
- Dominik Koralewski – chórek
- Katarzyna Hołub – chórek
- Ewa Grysko – chórek
- Łukasz Musiał – chórek